# Wilton Ivie
Wilton Ivie (ur. 1907 – zm. 1969) – amerykański arachnolog.
Urodził się w 1907 w amerykańskim stanie Utah. Uczęszczał na Uniwersytet Utah, gdzie został przyjacielem Willisa Gertscha i studentem Ralpha V. Chamberlina. Uniwersytet ukończył ze stopniem magistra.
W 1937 został członkiem Ruchu Technokratycznego, gdzie pracował w CHQ jako Director of Publications. Był autorem "Comments on the News" ukazujących się miesięcznie w Technocratic Trendevents. Napisał wiele artykułów związanych z ruchem. Niektóre z nich publikowane były pod pseudonimem "Techno Critic".
Ivie pracował w laboratorium Chamberlina badając pajęczaki, zbierając je, identyfikując oraz opisując i ilustrując nowe taksony. W 1933 i 1935 odbył wyprawy rowerowe po Georgii gromadząc pokaźny zbiór. W 1944 wspólnie z Chambrlinem napisali “The Spiders of the Georgia Region”. Ivie opuścił Chamberlina w 1947. Przez ostatnie 9 lat życia pracował w American Museum of Natural History. Zmarł w tragicznym wypadku drogowym 8 sierpnia 1969 roku.